# Diecezja Thái Bình
Diecezja Thái Bình (łac. Dioecesis de Thai Binh, wiet. Giáo phận Thái Bình) – rzymskokatolicka diecezja ze stolicą w Thái Bình w prowincji Thái Bình, w Wietnamie. Biskupstwo jest sufraganią archidiecezji Hanoi.
W 2010 w diecezji służyło 3 braci i 130 sióstr zakonnych.

## Historia
9 marca 1936 papież Pius XI bullą Praecipuas inter erygował wikariat apostolski Thái Bình. Dotychczas wierni z tych terenów należeli do wikariatu apostolskiego Bùi Chu (obecnie diecezja Bùi Chu).
24 listopada 1960 papież Jan XXIII podniósł wikariat apostolski Thái Bình do rangi diecezji.

## Ordynariusze

### Wikariusze apostolscy
- Juan Casado Obispo OP[1] (1936 - 1941)
- Santos Ubierna OP[1] (1942 - 1955)
- Dominique Ðinh Ðức Trụ (1960)

### Biskupi
- Dominique Ðinh Ðức Trụ (1960 - 1982)
- Joseph-Marie Ðinh Bỉnh (1982 - 1989)
- François Xavier Nguyễn Văn Sang (1990 - 2009)
- Pierre Nguyễn Văn Đệ SDB (2009 - 2022)
- Dominic Đặng Văn Cầu (od 2022)